# Zaukierze
Zaukierze, Zaukier – duża polana w masywie Flaków w Pieninach Czorsztyńskich. Znajduje się na ich północnym stoku opadającym do doliny Głębokiego i szosy Krośnica – Sromowce Wyżne. Jej przedłużeniem jest polana Nadstosie opadająca w przeciwnym kierunku do doliny potoku Lęborgowy. Łączą się z sobą na grzbiecie biegnącym od Flaków do przełęczy Sańba. Z Zaukierzem sąsiadują dwie polany znajdujące się na stromym stoku opadającym do doliny Głębokiego: Mraźnica i Podciemięrzyce.
Pod względem administracyjnym polana znajduje się w obrębie wsi Sromowce Wyżne w województwie małopolskim, w powiecie nowotarskim, w gminie Czorsztyn. Została wykupiona przez Pieniński Park Narodowy. Pienińskie łąki są cenne przyrodniczo; są siedliskiem wielu gatunków roślin, grzybów i zwierząt, w tym wielu rzadkich i ginących. Aby nie zarosły lasem, co doprowadziłoby do ich wyginięcia i zmniejszenia bioróżnorodności, prowadzone są na nich zabiegi ochrony czynnej. Ich celem jest zachowanie bioróżnorodności. W tym celu Zaukierze jest koszone.
Polana położona jest na wysokości około 610–700 m. Dzięki specyficznym warunkom glebowym, klimatycznym i geograficznym łąki i polany Pienińskiego Parku Narodowego są siedliskiem bardzo bogatym gatunkowo. Na Zaukierzu występuje górskie i nizinne torfowisko zasadowe o charakterze młak, turzycowisk i mechowisk. W latach 1987–1988 znaleziono tu bardzo rzadki, w Polsce zagrożony wyginięciem gatunek porostu – pawężnicę rozłożystą Peltigera horizontalis.
Przez Zukierze prowadzi polna droga, ale nie wiedzie nią żaden szlak turystyczny

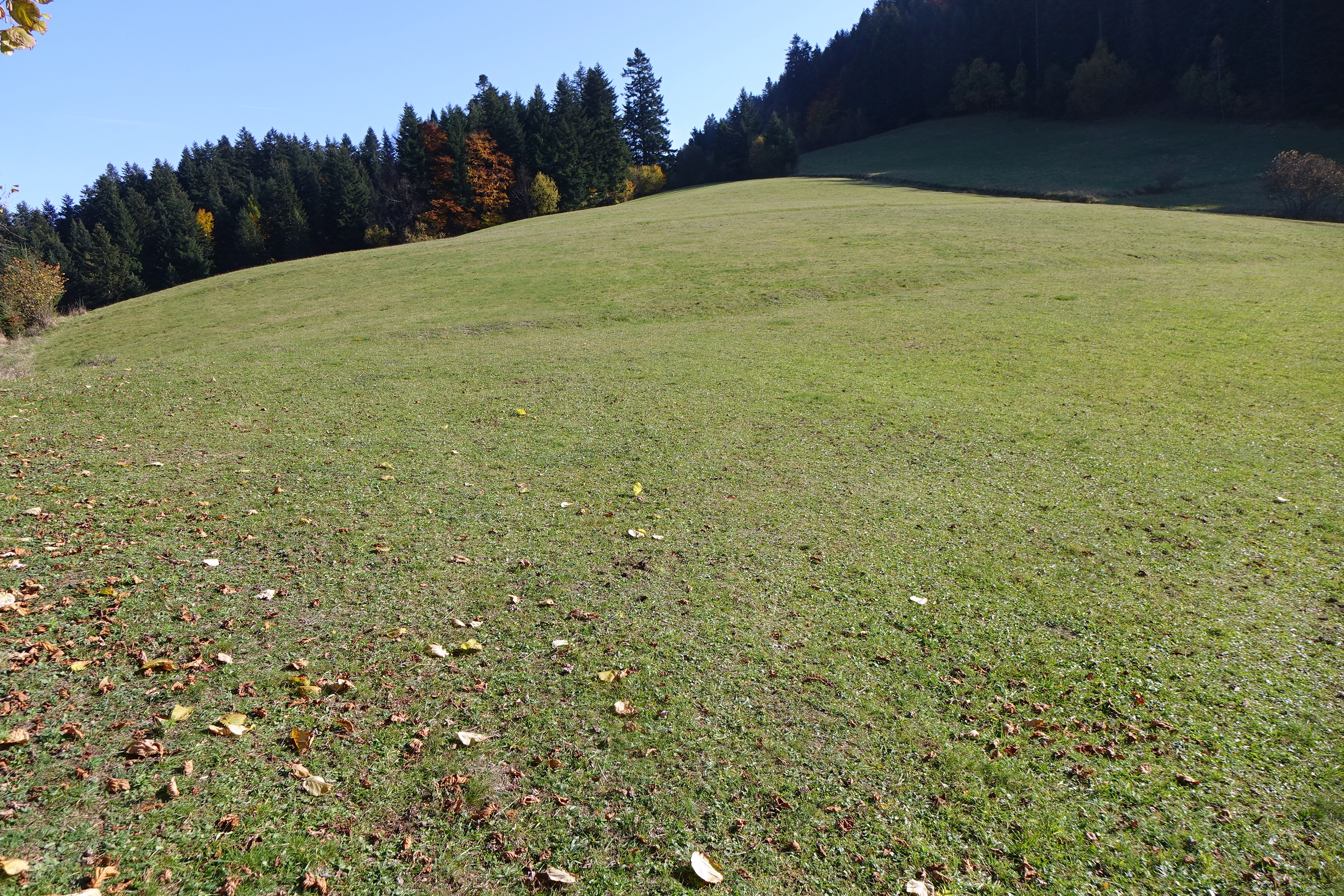
Polana Zaukierze od strony drogi z Krośnicy do Sromowiec Wyżnych